# Julio Chiarini
Julio César Chiarini (Córdova (Argentina), 4 de março de 1982) é um ex-futebolista profissional argentino que atuava como goleiro.

## Carreira
Julio Chiarini se profissionalizou no Club Cambaceres.

### River Plate
Julio Chiarini integrou o River Plate na campanha vitoriosa da Libertadores da América de 2015.

## Títulos
River Plate
- Taça Libertadores da América: 2015